# Курдському братові
«Курдському братові» — езопівський вірш, написаний українцем Василем Симоненком у березні 1963 року та таємно поширювався в самвидаві до 1965 року, коли він посмертно з'явився в німецькому журналі «Сучасність». «Курдському братові» було описано як один із найвизначніших творів Симоненка і зробило Симоненка національним героєм і однією з найважливіших постатей української літератури.  Вірш з'явився в розпал Першої іраксько-курдської війни, у яку був втягнутий Радянський Союз.
У 1968 році викладача сільськогосподарського технікуму Миколу Коца засудили до семи років таборів і п'яти років заслання за розповсюдження примірників вірша, де слово «курд» було замінено на «українець».

## Зміст
Поема складається з шести строф і починається з опису шовіністів, які вторглися на землю курдів. У перших чотирьох строфах Симоненко звертається до друга-курда і закликає його до боротьби з загарбником і поневолювачем, який прагне викорінити курдську мову і курдський народ. Наприкінці четвертої строфи Симоненко вводить слово «наш» і стверджує, що шовінізм і його підступи — найлютіші вороги як курдів, так і українців.

## Аналіз
Світлана Кобець із Торонтського університету стверджує, що вірш став «символом національного воскресіння та опору радянському гніту». Коли твір був таємно розповсюджений, він став асоціюватися з прагненнями визволити Україну від Радянського Союзу, а погляд Симоненка на курдський визвольний рух надав українському визвольному руху універсального значення. Сам Симоненко стверджував, що історичні паралелі потрібні, оскільки спільним знаменником був шовінізм, і стверджував, що українці опиняться в тій самій ситуації, що й курди, щодо бездержавності, якщо вони не будуть боротися з радянським режимом.
Наталія Романова вказує на схожість написання в «Курдському братові» з поемою «Кавказ» Тараса Шевченка, стверджуючи, що, використовуючи Шевченка як прототекст (джерельний текст), Симоненко повторює настрої опору російській мові. правила, які були поширені у творчості Шевченка. Натхнення видно в першій строфі:
В пахкі долини, зранені і зриті,

Вдирається голодний шовінізм.
Козак Михайлик читає "Курдському братові". на YouTube